# Шурман Денис Леонідович
Денис Леонідович Шурман (нар. 6 листопада 1986) — український футбольний арбітр. Арбітр ФІФА (з 2018 року).

## Життєпис
Кар'єру арбітра розпочав з регіональних змагань, з 2008 по 2010 рік обслуговував поєдинки ДЮФЛУ та аматорського чемпіонату України. З 2011 року працював на матчах Другої ліги чемпіонату України, а з наступного року — Першої ліги.
Поєдинки української Прем'єр-ліги обслуговує починаючи з сезону 2017/18 років. Дебютував у вищому дивізіоні українського чемпіонату 30 липня 2017 року в поєдинку 3-о туру «Олімпік» (Донецьк) - «Верес» (Рівне) (0:0).
Також відпрацював 3 поєдинки (1 — як головний та 2 — як помічник головного арбітра) в жіночому чемпіонаті України.
Отримував нарікання на свою роботу від гравців полтавської «Ворскли» та керівництва «Маріуполя».